# Internazionali di Tennis di Baviera 2023 - Qualificazioni singolare
Le qualificazioni del singolare degli Internazionali di Tennis di Baviera 2023 sono state un torneo di tennis preliminare per accedere alla fase finale della manifestazione. I vincitori dell'ultimo turno sono entrati di diritto nel tabellone principale. In caso di ritiro di uno o più giocatori aventi diritto a questi sono subentrati i lucky loser, ossia i giocatori che hanno perso nell'ultimo turno ma che avevano una classifica più alta rispetto agli altri partecipanti che avevano comunque perso nel turno finale.

## Teste di serie
1. Aslan Karacev (qualificato)
2. Vít Kopřiva (ultimo turno)
3. Riccardo Bonadio (ultimo turno, ritirato)
4. Zdeněk Kolář (ultimo turno)

1. Flavio Cobolli (qualificato)
2. Alexander Ritschard (qualificato)
3. Shintaro Mochizuki (primo turno)
4. Daniel Masur (primo turno)

## Qualificati
1. Aslan Karacev
2. Marko Topo

1. Alexander Ritschard
2. Flavio Cobolli

## Tabellone

### Legenda
| - Q = Qualificato - WC = Wild card - LL = Lucky loser | - ALT = Alternate - SE = Special Exempt - PR = Protected Ranking | - w/o = Walkover - r = Ritirato - d = Squalificato |

### Sezione 1
|  | Primo turno | Primo turno   | Primo turno | Primo turno | Primo turno |  |  | Ultimo turno | Ultimo turno  | Ultimo turno  | Ultimo turno | Ultimo turno |  |
|  |             |               |             |             |             |  |  |              |               |               |              |              |  |
|  | 1           | Aslan Karacev | 6           | 3           | 6           |  |  |              |               |               |              |              |  |
|  |             | Robin Haase   | 2           | 6           | 0           |  |  | 1            | Aslan Karacev | Aslan Karacev | 6            | 6            |  |
|  |             | Louis Wessels | 6           | 3           | 6           |  |  |              | Louis Wessels | Louis Wessels | 2            | 2            |  |
|  | 8           | Daniel Masur  | 3           | 6           | 3           |  |  |              |               |               |              |              |  |

### Sezione 2
|  | Primo turno | Primo turno             | Primo turno        | Primo turno | Primo turno |  |  | Ultimo turno | Ultimo turno | Ultimo turno | Ultimo turno | Ultimo turno |  |
|  |             |                         |                    |             |             |  |  |              |              |              |              |              |  |
|  | 2           | Vít Kopřiva             | 63                 | 6           | 7           |  |  |              |              |              |              |              |  |
|  |             | Álvaro López San Martín | 7                  | 3           | 63          |  |  | 2            | Vít Kopřiva  | 4            | 6            | 3            |  |
|  | WC          | Marko Topo              | Marko Topo         | 6           | 6           |  |  | WC           | Marko Topo   | 6            | 4            | 6            |  |
|  | 7           | Shintaro Mochizuki      | Shintaro Mochizuki | 3           | 4           |  |  |              |              |              |              |              |  |

### Sezione 3
|  | Primo turno | Primo turno         | Primo turno | Primo turno | Primo turno |  |  | Ultimo turno | Ultimo turno        | Ultimo turno        | Ultimo turno        | Ultimo turno |  |
|  |             |                     |             |             |             |  |  |              |                     |                     |                     |              |  |
|  | 3           | Riccardo Bonadio    | 5           | 6           | 6           |  |  |              |                     |                     |                     |              |  |
|  | WC          | Philip Florig       | 7           | 3           | 3           |  |  | 3            | Riccardo Bonadio    | Riccardo Bonadio    | Riccardo Bonadio    |              |  |
|  |             | Aleksej Vatutin     | 7           | 4           | 5           |  |  | 6            | Alexander Ritschard | Alexander Ritschard | Alexander Ritschard | w/o          |  |
|  | 6           | Alexander Ritschard | 5           | 6           | 7           |  |  |              |                     |                     |                     |              |  |

### Sezione 4
|  | Primo turno | Primo turno      | Primo turno    | Primo turno | Primo turno |  |  | Ultimo turno | Ultimo turno   | Ultimo turno   | Ultimo turno | Ultimo turno |  |
|  |             |                  |                |             |             |  |  |              |                |                |              |              |  |
|  | 4           | Zdeněk Kolář     | 6              | 65          | 6           |  |  |              |                |                |              |              |  |
|  |             | Viktor Durasovic | 4              | 7           | 3           |  |  | 4            | Zdeněk Kolář   | Zdeněk Kolář   | 2            | 2            |  |
|  |             | Lukáš Rosol      | Lukáš Rosol    | 1           | 2           |  |  | 5            | Flavio Cobolli | Flavio Cobolli | 6            | 6            |  |
|  | 5           | Flavio Cobolli   | Flavio Cobolli | 6           | 6           |  |  |              |                |                |              |              |  |